# Bassboxxx
Bassboxxx ist ein 1998 gegründeter Zusammenschluss verschiedener Berliner Hip-Hop-Aktivisten, die unabhängig von der Major-Industrie vorwiegend durch provokante Texte in den Bereichen des Battle-Rap, Horrorcore-Rap und Porno Rap auf sich aufmerksam machten.

## Geschichte
Die Berliner Hip-Hop-Aktivisten Frauenarzt und DJ Master Marc (Manny Marc) gründeten im Jahr 1998 das Independent-Musiklabel Bassboxxx mit der Intention Drum-and-Bass-Produktionen zu veröffentlichen. Neben einer Patent-Anmeldung erfolgte jedoch zu keiner Zeit eine GbR-Gründung. Da Frauenarzt zu jener Zeit ausschließlich die Technik zur Produktion von Beats besaß, machte ihn der Rapper Jope von der gemeinsamen Sprayer-Gang Berlin Crime mit dem Hip-Hop-Aktivisten Mach One bekannt, der in einem eigenen kleinen Tonstudio Beats produzierte und über ein 8-Spur-Gerät Rap aufnahm. Vor Ort entstand ein erster Bassboxxx-Song von Mach One und dessen Rap-Partner Akte One mit Jope und Frauenarzt, der im Jahr 2004 mit dem Titel Alla Ersta Track auf dem Album Musike für Atzen von den „Vapeilas“ (Jope & Poem) erstveröffentlicht wurde.
Im Jahr 1999 erschien die erste Tape-Veröffentlichung mit dem Titel BC von Frauenarzt, auf dem erstmals die Bassboxxx-Mitglieder King Orgasmus One und MC Basstard vertreten waren. Mit anfänglich geringer Auflage und mäßiger Tonqualität im Eigenvertrieb folgten weitere Tape-Veröffentlichungen von King Orgasmus One, Frauenarzt, DJ Manny Marc, MC Basstard und dem Rap-Duo „Die Lätzten“ (Mach One und Akte One), bis im Jahr 2002 mit dem Album Unveröffentlichte Untergrund Hits von Frauenarzt die erste CD-Veröffentlichung erschien.
Dreh- und Angelpunkt der Bassboxxx-Produktionen blieben bis dahin die Studios von Frauenarzt in Berlin-Tempelhof und von Mach One in Berlin-Kreuzberg, wobei sich die Studioarbeit aufgrund der zentralen Lage allmählich auf Mach One verlagerte. Zu dieser Zeit bekam die Bassboxxx-Konstellation verstärkten Zuwachs. Neben MOK traten ab dem Jahr 2002 sowohl die Rapper Vorkkkone und Darn als auch Isar als Bassboxxx-Mitglieder in Erscheinung. Auch MC Bogy, der zeitweise unter dem Namen Viagra Bob seit Tag 1 Mitglied war, veröffentlichte in 2002 sein erstes Solo-Album Lyrischer Hooligan.
Aufgrund verschiedener Differenzen kam es im gleichen Jahr zwischen vereinzelten Mitgliedern zu einem Zwist, weshalb Frauenarzt Bassboxxx verließ und mit dem Bielefelder Rapper Aci Krank das Label Rap Haus Records gründete. Mr. Long, Smoky, DJ Korx und Manny Marc folgten ihm. MOK und Tony D schlossen sich der Rap-Gruppe „Die Sekte“ an und auch King Orgasmus One hatte bereits in 2001 gemeinsam mit Bass Sultan Hengzt, Bushido und D-Bo das Label I Luv Money Records gegründet. Anschließend erschien zu Beginn des Jahres 2003 unter der Leitung von Mach One der Label-Sampler Bassboxxx Clique Sampler 2002, der ursprünglich unter der Betreuung von Frauenarzt als Doppel-CD erscheinen sollte. Das Booklet des Albums enthielt den Vermerk, dass Bassboxxx gegenwärtig ausschließlich aus Mach One, Akte One, Vorkkkone, Darn, Isar, MC Basstard, Poem, Jope und MC Bogy bestünde.
Obgleich in den Folgejahren weitere Alben von bisherigen Mitgliedern über Bassboxxx veröffentlicht wurden und musikalische Kollaborationen folgten, orientierten sich die übrigen Rapper des Labels in den Jahren 2003 und 2004 neu.
Vorkkkone gründete mit dem Rapper Dent Nord Nord Muzikk, Akte One gründete Teroa Label, MC Basstard das Label Horrorkore Entertainment und MC Bogy erschien neben Jope, Frauenarzt, Manny Marc und MC Basstard bei Berlin Crime Entertainment, bevor er das Label Noch mehr Ketten Entertainment gründete. Auch Mach One, Darn und Isar verließen Bassboxxx und gründeten mit B-Lash Adrenalin Musik.
Fortan übernahm Manny Marc die Organisation der Publikationen von Bassboxxx und veröffentlichte zunächst als leitender Produzent den Bassboxxx-Sampler Greatest Hits 1998 - 2003. Entgegen vieler Spekulationen bekräftigte DJ Manny Marc stets, dass Bassboxxx nie offiziell aufgelöst wurde und veröffentlichte neben Frauenarzt, King Orgasmus One und Rako unabhängig von der Teilhabe oder Mitwirkung an anderen Labels weitere Projekte über Bassboxxx.
Im Rahmen seines Albums Streifzug veröffentlichte Isar im März des Jahres 2015 aus nostalgischen Gründen das Musikvideo Bassboxxx Clique 8 auf dem neben ihm Basstard, Frauenarzt, MC Bogy, Jope, King Orgasmus One, Vorkkkone, Manny Marc, Mach One und Akte One vertreten sind. Darüber hinaus ist auf der Album-Version Darn vertreten.

## Diskografie

### Tonträger
| Jahr | Titel Interpretation                                                | Höchstplatzierung, Gesamtwochen, AuszeichnungChartplatzierungen (Jahr, Titel, Interpretation, Platzierungen, Wochen, Auszeichnungen, Anmerkungen, Cover) | Höchstplatzierung, Gesamtwochen, AuszeichnungChartplatzierungen (Jahr, Titel, Interpretation, Platzierungen, Wochen, Auszeichnungen, Anmerkungen, Cover) | Höchstplatzierung, Gesamtwochen, AuszeichnungChartplatzierungen (Jahr, Titel, Interpretation, Platzierungen, Wochen, Auszeichnungen, Anmerkungen, Cover) | Anmerkungen | Cover |
| Jahr | Titel Interpretation                                                | DE | AT | CH | Anmerkungen | Cover |
| ---- | ------------------------------------------------------------------- | --- | --- | --- | --- | ----- |
| 1999 | BC Frauenarzt                                                       | — | — | — | Erstveröffentlichung: 1999 auf Tape Zweitveröffentlichung: 2005 auf CD                                                  |       |
| 2000 | Sex König King Orgasmus One                                         | — | — | — | als Orgasmus Erstveröffentlichung: 2000 auf Tape Zweitveröffentlichung: 19. Mai 2004 auf CD am 29. April 2006 indiziert |       |
| 2000 | Tanga Tanga Frauenarzt                                              | — | — | — | Erstveröffentlichung: 2000 auf Tape Zweitveröffentlichung: 2005 auf CD am 31. Oktober 2003 indiziert                    |       |
| 2000 | Bass Computer 2000: Elektro Bassmixxx Manny Marc                    | — | — | — | als Bass DJ Manny Markk Erstveröffentlichung: 2000 auf Tape Zweitveröffentlichung: 2004 auf CD                          |       |
| 2000 | Es gibt kein Battle!!! King Orgasmus One                            | — | — | — | als Orgasmus Erstveröffentlichung: 2000 auf Tape Zweitveröffentlichung: 19. Mai 2004                                    |       |
| 2000 | Rap Dämon MC Basstard                                               | — | — | — | Erstveröffentlichung: 2000 auf Tape Zweitveröffentlichung: 2004 auf CD                                                  |       |
| 2000 | Untergrund Solo Frauenarzt                                          | — | — | — | Erstveröffentlichung: 2000 auf Tape Zweitveröffentlichung: 2005 auf CD                                                  |       |
| 2000 | (R)evolution Die Lätzten (Akte One und Mach One)                    | — | — | — | Erstveröffentlichung: Oktober 2000 auf Tape Zweitveröffentlichung: 2012 auf CD                                          |       |
| 2002 | Unveröffentlichte Untergrund Hits Frauenarzt                        | — | — | — | Erstveröffentlichung: 2002 auf CD                                                                                       |       |
| 2002 | Fick MOR MOK                                                        | — | — | — | Erstveröffentlichung: 2002 auf CD am 29. Juni 2007 indiziert                                                            |       |
| 2002 | Obscuritas Eterna MC Basstard                                       | — | — | — | Erstveröffentlichung: 2002 auf CD am 30. September 2005 indiziert                                                       |       |
| 2002 | Lyrischer Hooligan MC Bogy                                          | — | — | — | Erstveröffentlichung: 2002 auf CD                                                                                       |       |
| 2003 | Bassboxxx Clique Sampler 2002 V.A.                                  | — | — | — | Erstveröffentlichung: 2003 auf CD                                                                                       |       |
| 2003 | Jung & Kaputt Mach One                                              | — | — | — | Erstveröffentlichung: 2003 auf Vinyl                                                                                    |       |
| 2003 | Bogy & Atzen V.A.                                                   | — | — | — | Erstveröffentlichung: 2003 auf CD                                                                                       |       |
| 2003 | Overkill Akte One                                                   | — | — | — | Erstveröffentlichung: Oktober 2003 CD                                                                                   |       |
| 2003 | Fegefeuer – Das Projekt MC Basstard                                 | — | — | — | Erstveröffentlichung: 5. September 2003 auf CD                                                                          |       |
| 2003 | Greatest Hits 1998–2003 V.A.                                        | — | — | — | Erstveröffentlichung: 2003 auf CD                                                                                       |       |
| 2004 | Mentaler Kriegszustand Rako                                         | — | — | — | Erstveröffentlichung: 2004 auf CD am 27. April 2007 indiziert                                                           |       |
| 2004 | Der Atzenkeeper MC Bogy                                             | — | — | — | Erstveröffentlichung: 2004 auf CD                                                                                       |       |
| 2004 | Verbrechen lohnt sich DJ Manny Marc                                 | — | — | — | Erstveröffentlichung: 2004 auf CD am 31. Mai 2007 indiziert                                                             |       |
| 2004 | Musike für Atzen Vapeilas (Poem und Jope)                           | — | — | — | Erstveröffentlichung: 2004 auf CD                                                                                       |       |
| 2005 | Hip Hop ist tot DJ Manny Marc und DJ Reckless                       | — | — | — | Erstveröffentlichung: 21. September 2005 auf CD am 31. Mai 2007 indiziert                                               |       |
| 2005 | Horror Party DJ Manny Marc und DJ Reckless                          | — | — | — | Erstveröffentlichung: 2005 auf CD                                                                                       |       |
| 2006 | Porno Mafia Frauenarzt und Orgasmus                                 | — | — | — | Erstveröffentlichung: 5. Mai 2006 auf CD am 13. Januar 2009 indiziert                                                   |       |
| 2006 | Deutschland ist Weltmeister DJ Manny Marc, DJ Reckless und Corus 86 | — | — | — | Erstveröffentlichung: 12. Mai 2006 auf CD                                                                               |       |
| 2009 | Panzersound Rako                                                    | — | — | — | Erstveröffentlichung: 29. Mai 2009 auf CD                                                                               |       |
| 2009 | Untergrund Blokkmonsta & Frauenarzt                                 | — | — | — | als Blokk & Arzt Erstveröffentlichung: 11. Dezember 2009 auf CD                                                         |       |
| 2019 | Porno Mafia – Kings of Bass Frauenarzt und Orgasmus                 | DE12 (1 Wo.)DE | AT44 (1 Wo.)AT | — | Erstveröffentlichung: 30. August 2019 auf CD                                                                            |       |
| 2020 | XXX Frauenarzt                                                      | DE10 (1 Wo.)DE | AT74 (1 Wo.)AT | — | Erstveröffentlichung: 28. Februar 2020 auf Tape, CD                                                                     |       |
| 2023 | Hall of Fame Frauenarzt                                             | — | — | — | Erstveröffentlichung: 31. März 2023 auf CD + Tape                                                                       |       |

### Musikvideos
| Jahr | Titel              | Künstler | Regisseur(e)     |
| ---- | ------------------ | --- | ---------------- |
| 2001 | MOR Fozen          | MOK |                  |
| 2002 | Fegefeuer          | MC Basstard feat. Isar                                                                                        | Kaisa            |
| 2003 | Kein Gangster?!!!  | MC Bogy |                  |
| 2003 | Deutschrap         | Akte One | Akte One         |
| 2004 | Berlin Crime       | DJ Manny Marc                                                                                                 | DJ Korx          |
| 2009 | Asphaltrap         | Rako |                  |
| 2015 | Bassboxxx Clique 8 | Isar ft. MC Basstard, Frauenarzt, MC Bogy, Jope, King Orgasmus One, Vorkkkone, Manny Marc, Mach One, Akte One | Postbusters      |
| 2019 | Pussy Club         | Frauenarzt & King Orgasmus One                                                                                | Tim Grenzwert    |
| 2020 | Bounce zu dem Beat | Frauenarzt | Fokus Directions |
| 2020 | Autobass           | Frauenarzt | RaceCity         |
| 2022 | Brennt den Club ab | Frauenarzt feat. Diloman, Kasimir1441                                                                         | Max Elyx         |
| 2022 | Bassboxxx          | Frauenarzt feat. King Orgasmus One                                                                            | MG Kini          |
| 2023 | Wilder als du      | Frauenarzt feat. 102 Boyz                                                                                     | MG Kini          |
| 2023 | Ladi Dadi          | Frauenarzt feat. Olexesh                                                                                      | MG Kini          |
| 2023 | Getunte Autos 2    | Frauenarzt feat. LX & DJ Reckless                                                                             | MG Kini          |